# Mischa Auer
Mischa Auer, właśc. Michaił Siemionowicz Unkowski, ros. Михаил Семёнович Унковский (ur. 17 listopada 1905 w Sankt Petersburgu, zm. 5 marca 1967 w Rzymie) – amerykański aktor rosyjskiego pochodzenia, nominowany do Oscara za rolę drugoplanową w filmie Mój pan mąż.

## Film animowany
Postać Mischy Auera, a także wielu innych przedwojennych amerykańskich aktorów, pojawiła się w filmie animowanym The Autograph Hound z 1939, gdzie Kaczor Donald włamuje się do studia filmowego, aby zdobyć autografy.